# Carta (restaurant)

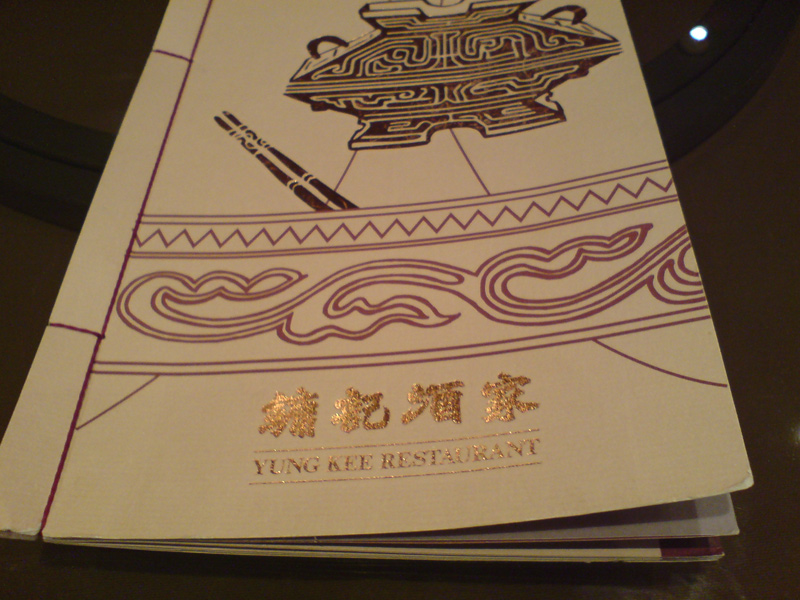
Menú d'un restaurant xinès.

La carta és un document (un full o llibret) ofert als comensals en un restaurants en el que es mostra la llista de possibles opcions de plats i begudes disponibles, normalment amb els preus corresponents indicats. La carta típicament s'estructura en fases de l'àpat, com ara «entrants», «plats principals» i «postres», i també té una secció de «begudes» o «vins». També es pot estructurar en plats per tipologies de contingut, com ara els plats principals es poden subdividir entre: carn, peix, arrossos, plats vegetarians, verdures, etc. o per tipus de cocció, com ara «a la graella», «a la planxa», etc.
Les begudes poden aparèixer en una carta separada, com ara una carta de vins, i poden haver-hi altres cartes especialitzats, com ara una carta de postres. Els processos per a l'elaboració de menús, s'han convertit en les tecnologies de la informació a través de Sistemes de Restaurants que permeten dissenyar en forma gràfica o, si s'escau presentar al client o comensal a través d'una pantalla el respectiu menú amb la foto de la presentació del plat.
No s'ha de confondre amb el terme «menú» o «menú del dia», que en català vol dir un «menjar de preu fix que oferixen hotels i restaurants, amb possibilitat limitada d'elecció», o, altrament explicat, el «cobert d'una fonda, d'un restaurant, etc.», és a dir, un «menjar per a una persona que una fonda, un restaurant, etc., serveix en un àpat i a un preu determinat, fix» i que inclou diferents plats, normalment un entrant, un plat principal, unes postres, pa i beguda, o per extensió, la llista de plats que es poden escollir per conformar aquest àpat a preu fix, és a dir, una «llista dels diferents plats que componen un àpat».
Tampoc no s'ha de confondre amb el concepte de plat combinat, una mena de menú que consisteix només en el plat principal i acompanyament a preu fix.